# Српска православна црква у Дероњама
Српска православна црква у Дероњама, у општини Оџаци, је подигнута 1869. године, под заштитом је као споменик културе од великог значаја.
Црква је посвећена Сабору светог архангела Михаила (Аранђеловдан). Садашња црква у Дероњама је подигнута на месту старијег храма скромнијих димензија, као једнобродна грађевина, триконхалне основе са полукружном олтарском апсидом у ширини брода и знатно мањим бочним певницама.
Унутрашњост храма је подељен на четири травеја прислоњеним пиластрима, који се понављају и на фасадама наглашавајући вертикалну поделу. Фасадни пиластри су спојени профилисаним луковима испод којих се налазе издужени прозори у виду монофора. Дуж олтарског и певничких простора тече фриз слепих аркада на конзолама. Изнад је богато профилисани кровни венац. Репрезентативним западним прочељем доминира кула-звоник. Главни портал, уоквирен стубовима и надвишен луком, завршава се полукружним пољем у коме је сликана представа патрона храма. Иконостасну преграду, преузету из старије цркве, осликао је Јован Исаиловић Старији 1792. године. Живопис је извео почетком 20. века Рафаило Момчиловић.